# 吉田悟郎
吉田悟郎（日语：／ Yoshida Gorō */?，1986年7月24日—）是日本的一位演員。他出身於東京都，所屬於FMG。吉田曾就讀於東京都立日比谷高等學校和青山學院大學。在2015年和2020年，他曾經出演假面騎士系列。

## 外部連結
- エフ・エム・ジーによるプロフィール （页面存档备份，存于）
- 吉田 悟郎的X（前Twitter）
- 吉田悟郎的Instagram帳戶